# Gmina Skibby
Gmina Skibby (duń. Skibby Kommune) była w latach 1970–2006 (włącznie) jedną z gmin w Danii w okręgu Frederiksborg Amt.
Siedzibą władz gminy było miasto Skibby.
Gmina Skibby została utworzona 1 kwietnia 1970 na mocy reformy podziału administracyjnego Danii. Po kolejnej reformie w 2007 r. weszła w skład gminy Frederikssund.

## Dane liczbowe
- Liczba ludności: (♀ 3476 + ♂ 3307) = 6783
  - wiek 0–6: 8,0%
  - wiek 7–16: 12,5%
  - wiek 17–66: 67,0%
  - wiek 67+: 12,4%
- zagęszczenie ludności: 85,9 osób/km² (2004)
- bezrobocie: 3,1% osób w wieku 17–66 lat
- cudzoziemcy z UE, Skandynawii i USA: 65 na 10 000 osób
- cudzoziemcy z krajów Trzeciego Świata: 171 na 10 000 osób
- liczba szkół podstawowych: 3 (liczba klas: 41)